# Go God Go
"Go God Go" é o episódio #151 da série de desenhos animados adultos South Park transmitida pela Comedy Central. A primeira de um total de duas partes, foi ao ar originariamente em 1 de novembro de 2006.

## Enredo
Cartman não consegue esperar mais três semanas pelo lançamento do novo console de vídeo games da Nintendo, o Wii e sofre de insônia e outros sintomas. Ele tenta se congelar entrando dentro da geladeira mas sua mãe o descobre. Ele então convence Butters a ir com ele às montanhas nevadas onde vai se congelar e pede ao garoto que retorne dali três semanas para descongelá-lo.
Enquanto isso, a Senhora Garrison reluta em ensinar a teoria da evolução aos seus alunos, e, quando é obrigado a fazê-lo, afirma "que os humanos são descendentes de cinco macacos retardados que fizeram sexo com um esquilo-peixe." O biologista evolucionista Richard Dawkins é contratado como professor-assistente para dar as aulas aos alunos, com a Senhora Garrison presente. Depois de um desentendimento inicial, um romance entre eles se desenvolve.
Durante a relação, a Senhora Garrison se torna ateia. Ela é convencida por Dawkins de que a religião é baseada em falácias lógicas que declaram não ser possível negar a existência de Deus, do mesmo modo que não negam a existência de um "monstro de espaguete voador". Garrison começa a acreditar não existir o grande mistério da vida e que a evolução prova que Deus é um monstro do espaguete. Ela fica muito agradecida por isso. Mais tarde eles vão até a casa da professora e apesar de praticarem apenas sexo anal, Dawkins não percebe que a Senhora Garrison mudara de sexo cirurgicamente. No dia seguinte, Stan argumenta com a professora de que se pode acreditar tanto em Deus como na Evolução. Devido a isso, o menino é obrigado a sentar no canto da sala com o chapéu de burro com dizeres “Ele têm fé”. Naquela noite, Dawkins e Garrison estão na cama (rodeados de vários apetrechos eróticos), quando concordam com o fim da religião e que isso terminaria com as guerras religiosas para sempre. Durante a cena é ouvido um tema musical da série de 2004 Battlestar Galactica, numa alusão ao episódio piloto da série que mostra a andróide "Número Seis" enganando Gaius Baltar para destruir o mundo dele.
Enquanto isso, Eric Cartman está congelado e realmente consegue ficar em "animação suspensa" mas uma avalanche enterra seu corpo, não podendo mais ser localizado por Butters. Numa sequência que parodia a abertura da série dos anos de 1970 Buck Rogers in the 25th Century, é revelado que Cartman ficou congelado por cinco séculos até ser descoberto por membros da Liga Unificada Ateísta.
No ano de 2546, o mundo é ateísta e o povo é dedicado à racionalidade à ciência. Contudo, os ateístas não chegaram a um acordo para qual a melhor denominação do país deles. A Liga explica o que aconteceu a Cartman, dizendo que sua família e amigos morreram há mais de 500 anos, mas o garoto não se importa com isso. Ele fica horrorizado mesmo é quando lhe falam que no futuro ninguém joga vídeo games, inclusive o Wii.
Numa ida ao Museu de Tecnologia Anciã em busca de um console Wii, a Liga é atacada pelo grupo rival da Aliança Unida Ateísta. Após uma violenta luta, os membros da Liga são mortos e Cartman é levado como refém da Aliança. Uma terceira força, a Legião dos Ateístas Aliados, composta de lontras marinhas super-inteligentes, querem ir `a guerra contra os humanos da Liga e da Aliança para que sua denominação para o mundo prevaleça. O Rei Lontra ameaça esmagar a cabeça de Cartman "como uma ostra em minha barriga."

## Produção
Em comentários inseridos no DVD, Trey Parker e Matt Stone disseram rapidamente que a inspiração para o episódio fora uma entrevista deles para o programa de jornalismo Nightline, quando o entrevistador lhes chamara de ateístas, devido as suas piadas com os religiosos e as religiões em geral. Os dois negaram e ao se aperceberam das diferenças entre ateísmo e agnosticismo resolveram fazer o episódio que satiriza o ateísmo militante ou evangélico na forma desenvolvida por Dawkins e Garrison.

## Repercussão

### Resposta da Nintendo
Na semana de 5 de novembro de 2006, uma enquete colocada na página da Nintendo.com perguntava (em tradução livre): "Quão ruim você ficaria pelo Wii?", ganhando a resposta sugerida "Pior do que  Cartman" com 80% dos votos.
Numa feira eletrônica de 2007, a Nintendo exibiu em sua conferência para a imprensa um clip com a cena em que Cartman conta a sua mãe sua vontade de ter um Wii.

### Resposta de Richard Dawkins
Richard Dawkins, em uma sessão numa biblioteca da Filadélfia disse: "Eu achava que eles pelos menos fossem capazes de colocar um dublador que fizesse um sotaque britânico apropriado". Em seu website, Dawkins afirmou (em tradução livre): "Eu estaria arruinado se dissesse que gostei de ser mostrado como um personagem de desenho animado que faz sexo com um travesti careca. Se ainda isso fora feito para realçar algum ponto importante, mas se houve um eu simplesmente não consegui discerni-lo. E há ainda a questão do sotaque que me atribuiram. Espero que me ofereçam uma participação especial em The Simpsons, para que eu tenha chance de mostrar aquele dublador o que é um verdadeiro sotaque britânico."

## Título do episódio
Muitas listas de TV a Cabo e Satélite anunciaram o episódio como "Go, God, Go! Parte II" até se darem conta de que não havia o "Go, God, Go! Parte I". Quando o episódio foi transmitido o website oficial de South Park chamou-o de "TBA". Dias depois, ele foi oficialmente chamado de  "Go God Go."
O título alemão do episódio é "Gott ist tot", traduzido para "Deus está morto",, uma famosa citação do filósofo Friedrich Nietzsche.